# Bredtjärnen (Särna socken, Dalarna)
Bredtjärnen är en sjö i Älvdalens kommun i Dalarna och ingår i Dalälvens huvudavrinningsområde. Sjön har en area på 0,0884 kvadratkilometer och ligger 480 meter över havet. Sjön avvattnas av vattendraget Näckån.

## Delavrinningsområde
Bredtjärnen ingår i det delavrinningsområde (684025-136133) som SMHI kallar för Mynnar i Särnsjön. Medelhöjden är 482 meter över havet och ytan är 7,26 kvadratkilometer. Det finns ett avrinningsområde uppströms, och räknas det in blir den ackumulerade arean 13,36 kvadratkilometer. Näckån som avvattnar avrinningsområdet har biflödesordning 2, vilket innebär att vattnet flödar genom totalt 2 vattendrag innan det når havet efter 435 kilometer. Avrinningsområdet består mestadels av skog (71 procent) och sankmarker (17 procent). Avrinningsområdet har 0,09 kvadratkilometer vattenytor vilket ger det en sjöprocent på 1,4 procent.